# Нільпотентний елемент
Нільпотентний елемент або нільпотент — елемент {\displaystyle a} кільця, що задовольняє рівності {\displaystyle a^{n}=0} для деякого натурального {\displaystyle n}.
Мінімальне значення {\displaystyle n}, для якого справедлива ця рівність, називається індексом нільпотентності елементу {\displaystyle a}.

## Приклади
- У кільці лишків за модулем {\displaystyle p^{n}}, де {\displaystyle p} — деяке просте число, клас лишків числа {\displaystyle p} — нільпотент індексу {\displaystyle n},
- Матриця

{\displaystyle {\begin{pmatrix}0&1\\0&0\end{pmatrix}}}
є нільпотентом індексу {\displaystyle 2} у кільці {\displaystyle 2\times 2}-матриць.

## Властивості
- Якщо {\displaystyle a} — нільпотентний елемент індексу n, то справедлива рівність:

{\displaystyle 1=(1-a)(1+a+a^{2}+\cdots +a^{n-1})},
тобто елемент {\displaystyle (1-a)} оборотний і обернений до нього елемент записується у вигляді многочлена від {\displaystyle a}.
- Сума двох нільпотентних елементів, що комутують між собою є нільпотентом.

Нехай {\displaystyle P} деяке кільце, a {\displaystyle x,y\in P} два комутуючі між собою нільпотентні елементи. Нехай {\displaystyle m,n\in \mathbb {N} } такі, що {\displaystyle x^{m}=0} і {\displaystyle y^{n}=0}. З комутативності {\displaystyle x} і {\displaystyle y} можна використати формулу бінома Ньютона для {\displaystyle (x+y)^{m+n}}:
{\displaystyle (x+y)^{m+n}=\sum _{k=0}^{m+n}{\binom {m+n}{k}}x^{k}y^{m+n-k}.}
При {\displaystyle 0\leqslant k<m} маємо {\displaystyle m+n-k>n}, тоді {\displaystyle y^{m+n-k}=0} і доданки, що відповідають тим індексам {\displaystyle k} рівні нулю. Однак при {\displaystyle k\geqslant m}, одержується {\displaystyle x^{k}=0}. Тобто всі доданки є нульовими і {\displaystyle x+y} є нільпотентним елементом.
- Всі нільпотентні елементи комутативного кільця утворюють ідеал {\displaystyle J}, що називається нільрадикалом кільця збіжний з перетином всіх простих ідеалів. Кільце {\displaystyle A/J\,} вже не має нільпотентних елементів, відмінних від нуля.

В попередньому пункті доводиться, що нільрадикал є замкнутим щодо операції додавання. Якщо {\displaystyle r\in R} — деякий елемент кільця і {\displaystyle a\in J} — елемент нільрадикалу такий, що {\displaystyle a^{n}=0\,}, тоді {\displaystyle (ar)^{n}=a^{n}r^{n}=0\,} тобто {\displaystyle ar\in J}, що доводить твердження. Доведення того, що нільрадикал рівний перетину всіх протих ідеалів дано в статті «Простий ідеал».
- При інтерпретації комутативного кільця як кільця функцій на просторі його спектрі нільпотентам відповідають функції, тотожно рівні нулю.